# Esperanza López Parada
Esperanza López Parada (Madrid, 1962) es una poeta española.

## Biografía
Tras su tesis doctoral Bestiarios americanos: la tradición animalística en el cuento hispanoamericano contemporáneo dirigida por Juana Martínez Gómez y premio extraordinario de tesis doctoral, completó en la Academia de España en Roma su formación. En la actualidad es profesora titular de literatura hispanoamericana en la Universidad Complutense de Madrid. Ejerce la crítica literaria en el suplemento cultural Babelia.

## Obra poética
- Como fruto de fronteras (Arnao, 1984).
- Género de medallas, en colaboración con Ramón Cote (El Crotalón, 1985).
- Los tres días (Pre-Textos, 1993).
- El encargo (Pre-Textos, 2001).
- La rama rota (Pre-Textos, 2006).
- Las veces (Pre-Textos, 2014).
- Un tiempo de gracia (Pre-Textos, 2022).

### Ensayo y colecciones de artículos
- Bestiarios americanos : la tradición animalística en el cuento hispanoamericano contemporáneo. Universidad Complutense de Madrid, Servicio de Publicaciones, 2000.

- Una mirada al sesgo : literatura hispanoamericana desde los márgenes. Editorial Iberoamericana, 1999.

- Las leyes de la frontera, los mapas del caos. Insula: Revista de letras y ciencias humanas, N.º 611, 1997 (ejemplar dedicado a: "Águila o sol" Prosa mexicana I) p. 24-28

- La imagen demostrada. Insula: Revista de letras y ciencias humanas, N.º 638, 2000, p. 15-16.

- El roce de las imágenes: sobre la invención de Morel. Revista de Occidente, N.º 121, 1991, p. 122-132.

- Esperanza López Parada. La Página, N.º 27, 1997 (ejemplar dedicado a: Poesía española última), p. 15-18.

- Con una forma clara que tuvo ruiseñores. Academia: Boletín de la Real Academia de Bellas Artes de San Fernando, N.º 86, 1998, p. 275-278.

- Poesía joven, poesía del afuera, poesía oculta. Insula: Revista de letras y ciencias humanas, N.º 565, 1994 (ejemplar dedicado a: Los pulsos del verso: última poesía española), p. 9-11.

- Un ángel paciente o la resistencia de los mitos: García Márquez y su señor viejo con alas enormes. Revista anthropos: Huellas del conocimiento, N.º 187, 1999 (ejemplar dedicado a: Gabriel García Márquez: la vocación de un narrador de los eventos de la cotidianidad), p. 80-83.

- La marginalia: el sueño de una literatura desordenada. Narrativa y poesía hispanoamericana (1964-1994) / coord. por Paco Tovar, 1996, p. 15-22.

- El poeta urbanista: planificación de Buenos Aires en Leopoldo Lugones. Actas del XIV Congreso de la Asociación Internacional de Hispanistas : Nueva York, 16-21 de julio de 2001 / coord. por Isaías Lerner, Roberto Nival, Alejandro Alonso, v. 4, 2004 (Literatura hispanoaméricana), p. 373-381.

- Hombres vencidos de la fuerza del viento: náufragos en las costas de la literatura colonial. Actas del IV Congreso Internacional de la Asociación Internacional Siglo de Oro (AISO) : (Alcalá de Henares, 22-27 de julio de 1996), v. 2, 1998, p. 927-936.

- La lengua ausente: la traducción como relato en Ricardo Piglia : la escritura y el arte nuevo de la sospecha / coord. por Daniel Mesa Gancedo, 2006, p. 73-87.

### Traducciones
- Pájaros de Saint-John Perse. Editorial Pre-Textos, 1997.
- El tiempo cautivo de Dominique Sampieró. Editorial Pre-Textos, 1999.
- Berlín, villa y corte de Jules Laforgue. Editorial Pre-Textos, 2005.

### Prólogos
- Poesía : antología personal de Álvaro Mutis; prólogo de Esperanza López Parada .Publicac. Barcelona, Áltera, 2002.

- El que oye llover : poesía reunida 1978-2006 de Luis Suñén ; prólogo de Esperanza López Parada.Madrid, Dilema, 2007.

## Sobre su obra
- Esperanza López Parada. La Página, N.º 27, 1997 (ejemplar dedicado a: Poesía española última), p. 15-18.

- Los tres días, de Esperanza López Parada. Menchu Gutiérrez. Insula: Revista de letras y ciencias humanas, N.º 578, 1995, p. 27-28.
- Esperanza López Parada. «Una mirada al sesgo: literatura hispanoamericana desde los márgenes».Niall Binns. Anales de literatura hispanoamericana, N.º 29, 2000 (ejemplar dedicado a: Literatura y cine nacional), p. 315-317.

- Datos: Q5684372